# Taviano
Taviano (Tajanu im salentinischen Dialekt) ist eine südostitalienische Gemeinde (comune) im Salento in Apulien.

## Geografie
Die Gemeinde hat 11.449 Einwohner (Stand 31. Dezember 2023). Sie liegt in der Provinz Lecce, ihr Ortsteil Marina di Mancaversa direkt am Golf von Tarent an der Peripherie des Ionischen Meeres. Taviano liegt etwa 42 Kilometer südsüdwestlich von Lecce.

## Geschichte
Seit 1996 führt die Gemeinde den Titel città (Stadt).

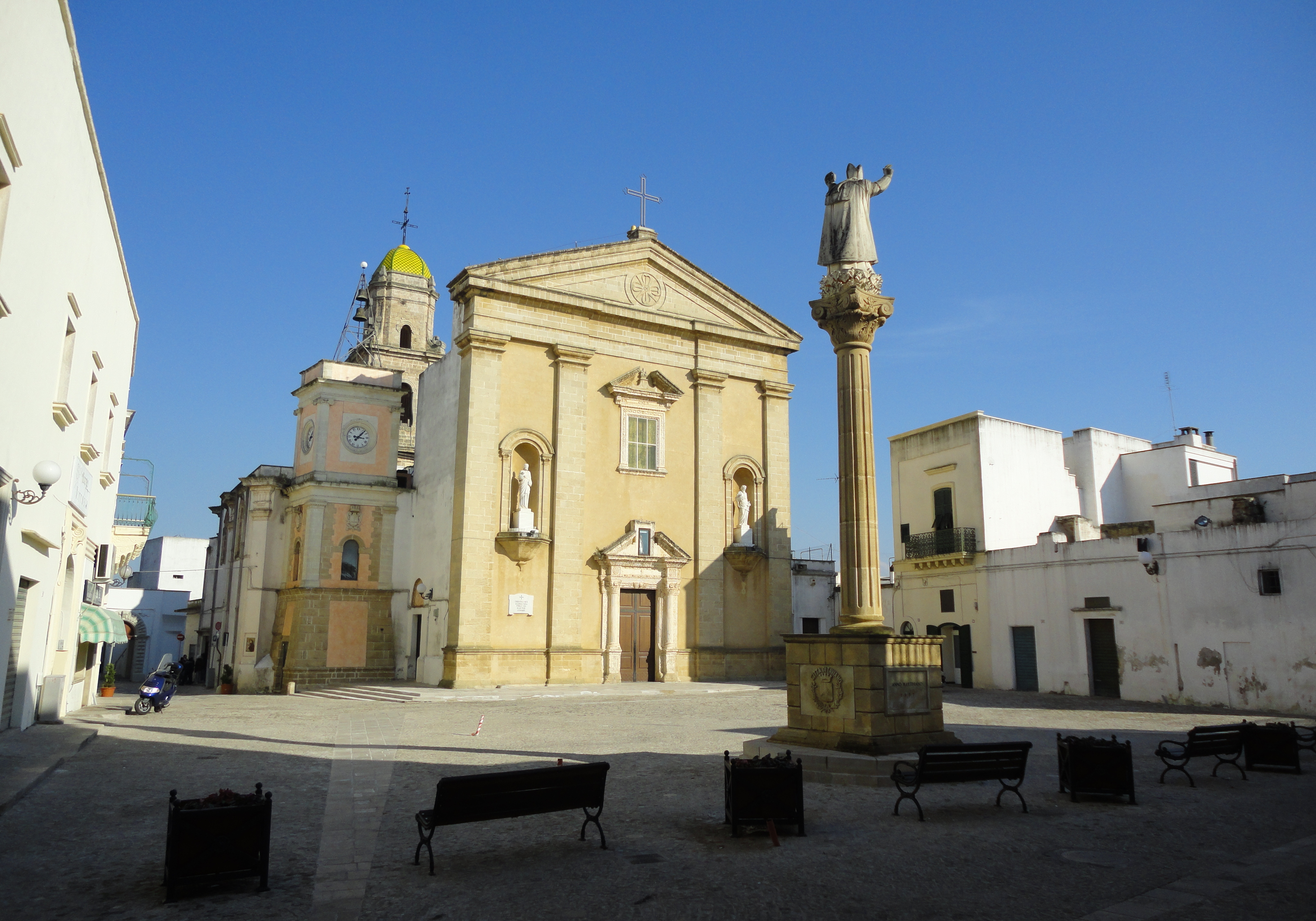
Piazza Taviano

## Verkehr
Die Strada Statale 274 Salentina Meridionale ist als Umgehungsstraße von Taviano ausgebaut.
Der Bahnhof von Taviano liegt an der Bahnstrecke Casarano–Gallipoli.